# 朴槿姈
朴槿姈（韩语：／*/?，1954年6月30日—），原名槿暎（韓語：근영/槿暎）、書永（韓語：서영/書永），韩国教育家、政治人物、社会学家。

## 生平
毕业于首尔大学音乐学院作曲系。前韓國總統朴正熙和陸英修的次女、前韓國總統朴槿惠之妹。家中第二，其弟是朴志晚。
1990年，因育英基金会的管理权上争执，导致其与姐姐分道扬镳。
朴槿姈曾表示慰安婦問題「不該只怪鄰居（日本）」，認為韓國指責日本政界參拜靖國神社行為是「干涉他國內政」。
2016年8月23日，因未償還借款，而涉嫌詐騙，被韓國首爾中央地方檢察院調查。
2021年11月21日，朴槿姈在首爾召開記者會，宣布代表新韓半島黨，參選2022年總統選舉。